# Robert Hunecke-Rizzo
Robert Hunecke-Rizzo (Amburgo, 17 giugno 1971) è un bassista e polistrumentista tedesco.
È noto per le sue collaborazioni con Sascha Paeth e Luca Turilli.

## Biografia
Ha iniziato a suonare la batteria a 12 anni e il pianoforte a 13. Nel 1984 inizia a suonare la chitarra elettrica e nel 1988 il basso.
Ha iniziato la carriera musicale nel 1990 come bassista degli Heaven's Gate (in cui militava anche Sascha Paeth), band con cui resterà fino allo scioglimento nel 1999. Nel frattempo collabora con band come Avalon e gli italiani Rhapsody of Fire. Nella collaborazione con i Rhapsody (in cui ha suonato basso, chitarra e batteria come sessionman) conosce Luca Turilli, chitarrista della band, che nel 1999 lo ingaggia come batterista per il suo progetto solista.
Nel 2001 entra a far parte come batterista dei Virgo, band fondata da Andre Matos e Sascha Paeth.
Nel 2003 fonda insieme a Sascha Paeth, Michael Rodenberg e Amanda Somerville il supergruppo progressive metal Aina, in cui si è occupato di quasi tutta la sezione strumentale dell'opera metal Days of Rising Doom, uscita nello stesso anno.
Nel 2005 a entra a far parte del nuovo progetto parallelo di Luca Turilli chiamato Luca Turilli's Dreamquest, con cui pubblica l'album Lost Horizons l'anno seguente.
Attualmente è anche impegnato nel suo progetto "non-metal" solista con cui ha già pubblicato nel 2006 l'album autoprodotto Alter Ego, al quale hanno partecipato Sascha Paeth, Thomas Rettke, Jonas Schoen, Thomas Zander, Amanda Somerville e Dirk Schlag.

## Discografia

### Solista
- Alter Ego - 2006

### Con gli Heaven's Gate

#### Full-length
- Livin' in Hysteria - 1991
- Hell for Sale! - 1992
- Planet E. - 1996
- Menergy - 1999

#### EP
- More Hysteria - 1992
- In the Mood - 1997

#### Live
- Live For Sale! - 1993

#### Raccolte
- Boxed - 1998

### Con Luca Turilli

#### Full-length
- King of the Nordic Twilight - 1999
- Prophet of the Last Eclipse - 2002
- The Infinite Wonders of Creation - 2006

#### EP
- Demonheart - 2002

### Con i Virgo
- Virgo - 2001

### Con Aina
- Days of Rising Doom - 2003

### Con i Luca Turilli's Dreamquest
- Lost Horizons - 2006

### Altre partecipazioni
- Rhapsody of Fire: Legendary Tales - 1997
- Kamelot: Ghost Opera - 2007